# Spellemannprisen 2017
Der Spellemannpris 2017 war die 46. Ausgabe des norwegischen Musikpreises Spellemannprisen. Die Nominierungen berücksichtigten Veröffentlichungen des Musikjahres 2017. Die Verleihung der Preise fand am 25. Februar 2018 statt. In der Kategorie „Årets Spellemann“ wurde Astrid S ausgezeichnet, den Ehrenpreis („Hedersprisen“) erhielt Mari Boine.

## Verleihung
Die Verleihung fand am 25. Februar 2018 im Oslo Konserthus statt. Sie wurde von Tarjei Strøm, Thomas Feldberg und Jenny Skavlan moderiert. Die Sendung wurde von Norsk rikskringkasting (NRK) übertragen. Der Fernsehsender übernahm zudem erstmals seit Anfang der 2000er-Jahre wieder die Produktion der Veranstaltung.

## Gewinner
| Kategorie                                                            | Gewinner                                          | Werk |
| -------------------------------------------------------------------- | ------------------------------------------------- | --- |
| Barnemusikk (Kindermusik)                                            | Rasmus og Verdens Beste Band                      | Banjo på badet                                                                                            |
| Blues                                                                | Ronnie Jacobsen                                   | These Blues in Me                                                                                         |
| Country                                                              | Bendik Brænne                                     | The Last Great Country Swindle                                                                            |
| Elektronika                                                          | +Plattform                                        | Twelve |
| Folkemusikk/Tradisjonsmusikk (Volksmusik/Traditionsmusik)            | Anne Hytta                                        | Strimur                                                                                                   |
| Indie                                                                | Silja Sol                                         | Ni liv |
| Jazz                                                                 | Hegge                                             | Vi är ledsna men du får inte längre vara barn                                                             |
| Klassisk (Klassisch)                                                 | Vilde Frang                                       | Homage |
| Metal                                                                | Enslaved                                          | E |
| Popgruppe                                                            | SeeB                                              | Seeb 2017                                                                                                 |
| Popsolist                                                            | Cashmere Cat                                      | 9 |
| Rock                                                                 | Sløtface                                          | Try Not to Freak Out                                                                                      |
| Samtid (Gegenwart)                                                   | Al Khowarizmis Mekaniske Orkester, Ensemble Ernst | Christian Blom - Bring me That Horizon                                                                    |
| Tekstforfatter (Textautor)                                           | Sverre Knudsen                                    | VI |
| Urban                                                                | Cezinando                                         | Noen ganger og andre                                                                                      |
| Viser (Weisen)                                                       | Frida Ånnevik                                     | Flyge fra                                                                                                 |
| Åpen Klasse (Offene Klasse)                                          | Nils Økland                                       | Lysning                                                                                                   |
| Årets album (Album des Jahres)                                       | Cezinando                                         | Noen ganger og andre                                                                                      |
| Årets Hederspris (Ehrenpreis des Jahres)                             | Mari Boine                                        | – |
| Årets Internasjonale Suksess (Internationaler Erfolg des Jahres)     | Ina Wroldsen                                      | – |
| Årets Komponist (Komponist des Jahres)                               | Bjørn Kruse                                       | Fredrik Fors & Oslo Philharmonic Orchestra: Bjørn Kruse: Chronotope - Concerto for Clarinet and Orchestra |
| Årets Låt (Lied des Jahres)                                          | Hkeem feat. Temur                                 | Fy faen                                                                                                   |
| Årets Musikkvideo (Musikvideo des Jahres)                            | Eivind Landsvik                                   | Daniel Kvammen feat. Lars Vaular: Som om himmelen revna                                                   |
| Årets Nykommer & Gramostipend (Newcomer des Jahres und Gramostipend) | Sigrid                                            | – |
| Årets Produsent (Produzent des Jahres)                               | Ole Torjus Hofvind                                | Cezinando: Noen ganger og andre                                                                           |
| Årets Spellemann (Spellemann des Jahres)                             | Astrid S                                          | – |
| Årets takk (Dank des Jahres)                                         | Øystein Lindbeck                                  | Sortland rockeklubb                                                                                       |

## Nominierte
Aufgrund der wenigen Vorschläge für Nominierungen in der Kategorie „Danseband“ wurde in dieser Kategorie nach längerer Zeit erstmals kein Preis verliehen. Die Nominierungen wurden am 9. Januar 2018 verkündet. Die meisten Nominierungen erhielt Cezinando, der in den vier Kategorien „Urban“, „Textautor“, „Album des Jahres“ und „Lied des Jahres“ nominiert war.
Barnemusikk
- Dagfinn Lyngbøs Barneband: Guttelus
- Meg og Kammeraten min: Snydelig
- Rasmus og Verdens Beste Band: Banjo på badet
- Sangfoni: Sangfoni

Blues
- Dr Bekken: Upright piano - Live at Bar Moskus
- Good Time Charlie: Ready to Rumble
- Joakim Tinderholt & His Band: Hold on
- Ronnie Jacobsen: These Blues in Me

Country
- Bendik Brænne: The Last Great Country Swindle
- Bill Booth: Some Distant Shore
- Bluebird's Ghost: Miniature Scenes of Sorrow
- Paal Flaata: Love and Rain

Elektronika
- +Plattform: Twelve
- Lindstrøm: It’s Alright Between Us As It Is
- Mental Overdrive: Epilogue
- Sassy 009: Do You Mind EP

Folkemusikk/Tradisjonsmusikk
- Anne Hytta: Strimur
- Erlend Apneseth: Nattsongar
- Marin, Egeland: Sorpesoll
- Sogesong: Så vide fara dei lindarord

Indie
- Carmen Villain: Infinite Avenue
- Hvitmalt Gjerde: Våken
- Misty Coast: Misty Coast
- Silja Sol: Ni liv

Jazz
- Ellen Andrea Wang: Blank Out
- Hegge: Vi är ledsna men du får inte längre vara barn
- Helge Lien Trio: Guzuguzu
- Marius Neset: Circle of Chimes

Klassisk
- Bjarte Eike & Barokksolistene: The Alehouse Sessions
- Ensemble Allegria: Mozart / Schoenberg
- Guro Kleven Hagen, Marianna Shirinyan: Fait pleurer les songes
- Vilde Frang: Homage

Metal
- Enslaved: E
- Helheim: Landawarijar
- Satyricon: Deep Calleth Upon Deep
- Whoredom Rife: Dommedagskvad

Popgruppe
- Hajk: Hajk
- Marcus & Martinus: Moments
- No. 4: Hva nå
- SeeB: Seeb 2017

Popsolist
- Cashmere Cat: 9
- Gabrielle: Vekk meg opp
- Sigrid: Don’t Kill My Vibe EP
- Susanne Sundfør: Music for People in Trouble

Rock
- Erlend Ropstad: Alt som har hendt
- Motorpsycho: The Tower
- Sløtface: Try Not to Freak Out
- Torgeir Waldemar: No Offending Borders

Samtid
- Al Khowarizmis Mekaniske Orkester, Ensemble Ernst: Christian Blom – Bring Me That Horizon
- Natasha Barrett: Puzzle Wood
- Oslo-Filharmonien, Kringkastingsorkesteret, Poing: Jan Erik Mikalsen – Saan
- Peter Herresthal, Arctic Philharmonic, Øyvind Bjorå: Eivind Buene – Violin Concerto / Miniatures

Tekstforfatter
- Erlend Ropstad: Erlend Ropstad: Alt som har hendt
- Frank Tønnesen: Tønes: Sesong fire
- Kristoffer Cezinando Karlsen: Cezinando: Noen ganger og andre
- Sverre Knudsen: Sverre Knudsen: VI

Urban
- Arif: Meg & deg mot alle
- Cezinando: Noen ganger og andre
- Ivan Ave: Every Eye
- Linni: Medium

Viser
- Frida Ånnevik: Flyge fra
- Kari Bremnes: Det vi har
- Marthe Wang: Ut og se noe annet
- Trygve Skaug: Sanger du skal få når jeg dør

Åpen Klasse
- Erlend Apneseth Trio: Åra
- Jo Berger Myhre & Ólafur Björn Ólafsson: The Third Script
- Nils Økland: Lysning
- Ola Kvernberg: Steamdome

Årets Album
- Cashmere Cat: 9
- Cezinando: Noen ganger og andre
- Susanne Sundfør: Music for People in Trouble
- Tønes: Sesong fire

Årets internasjonale suksess
- Caroline Ailin
- Ina Wroldsen
- Kvelertak
- Marius Neset
- Stargate

Årets Komponist
- Bjørn Kruse: Fredrik Fors & Oslo Philharmonic Orchestra: Bjørn Kruse: Chronotope – Concerto for Clarinet and Orchestra
- Kjell Habbestad: Sigvart Klava & The Latvian Radio Choir: Kjell Habbestad – Et nox in diem versa
- Martin Hagfors: Meg og kammeraten min: Snydelig
- Rolf Wallin: Peter Herresthal, Arctic Philharmonic, Øyvind Bjorå: Rolf Wallin – Violin Concerto i Appearances

Årets Låt
- Alan Walker: Alone
- Arif: Alene
- Astrid S: Think Before I Talk
- Cezinando: Håper du har plass
- Dagny (Sängerin): Wearing Nothing
- Hkeem feat. Temur: Fy faen
- Kygo feat. Selena Gomez: It Ain’t Me
- Linda Vidala feat. KingSkurkOne: Bængshot
- Sigrid: Don’t Kill My Vibe

Årets Musikkvideo
- Eivind Landsvik: Daniel Kvammen feat. Lars Vaular: Som om himmelen revna
- Johannes Muskat Greve: Arif: Himmelen
- Marie Kristiansen: Jenny Hval: The Great Undressing
- Mikhael Paskalev, Joseph Wills, Jasper Spanning: Mikhael Paskalev: Witness

Årets Nykommer & Gramostipend
- Charlotte Dos Santos
- Hkeem
- Kjartan Lauritzen
- Lüt
- Rohey
- Sigrid

Årets Produsent
- Magnus Høiberg
- Ole Torjus Hofvind
- Stargate (Mikkel Storleer Eriksen, Tor Erik Hermansen)
- Thomas Eriksen

Årets takk
- Bergen Kulturskole
- Lars Hauge: Ungdommens kulturmønstring, Norsk viseforum, Norsk musikkråd
- Lørdagsgodt på Mono
- Øystein Lindbeck: Sortland rockeklubb